# Вуљагмени
Вуљагмени (грч. λίμνη Βουλιαγμένης) је слано језеро у Грчкој, налази се у близини истоименог малог града, који припада општини Вари-Вула-Вулиагмени у округу Источној Атици у периферију Атика. Минералне воде извиру у језеро на дубини од 50 до 100 метара и имају температуру од 22 до 29 °C. Језеро такође добија свежу воду из извора на дубини од 17 метара. Језеро је подземном пећином повезано са морем. Језеро се налази у јужном делу планине Имитос, недалеко од мора. Језеро има овалан облик, дужине 260 м, ширине 145 метара, површине 1,59 ха. Језеро је на надморској висини од пола метра изнад нивоа мора. Укључено је у еколошку мрежу заштићених подручја Натура 2000.
Језеро је настало пре око 2000 година. На том месту је била велика пећина која се урушила након земљотреса. Облик срушене пећине може се уочити погледом са даљине. Због релативне младости језера, нема записа о њему све до Паусанија. Подводна пећина је састављена од кречњачких стена, карактеристичних за овај регион. Истражен је систем пећина повезаних са језером у дужини од 3123 м. У пећини има 14 тунела, у којима се налазе подводни сталагмити. Дно језера се састоји од глинене подлогебогате сумпорним једињењима. Вода у језеру има повишен садржај минерала и микроелемената, као што су калијум, натријум, литијум, амонијак, калцијум, гвожђе, хлор и јод. Вода језера погодује у третману реуматизма, спортских повреда, болести нервног система, дерматозе и гинеколошким обољењима. Купање у језеру се наплаћује.
Током 1980—их година у језеру је откривена нова врста морске сасе: Paranemonia vouliagmeniensis, локални ендем. Такође су у језеру пронађене још две врсте бескичмењака: Abra segmentum и Cerastoderma glaucum. Ова друга врста помаже прочишћавању воде језера од бактерија . Такође у језеру живи риба Garra rufa.